# Kantora
Kantora är ett distrikt i Gambia. Det ligger i regionen Upper River, i den östra delen av landet, 290 km öster om huvudstaden Banjul. Antalet invånare var 38 354 vid folkräkningen 2013. De största orterna då var Garawol, Koina, Missiraba Mariama, Nyamanarr, Suduwol, Gambissara Lamoi, Keneba, Song Kunda och Fatoto.